# Крюгер-ту-Кэньонс (биосферный резерват)

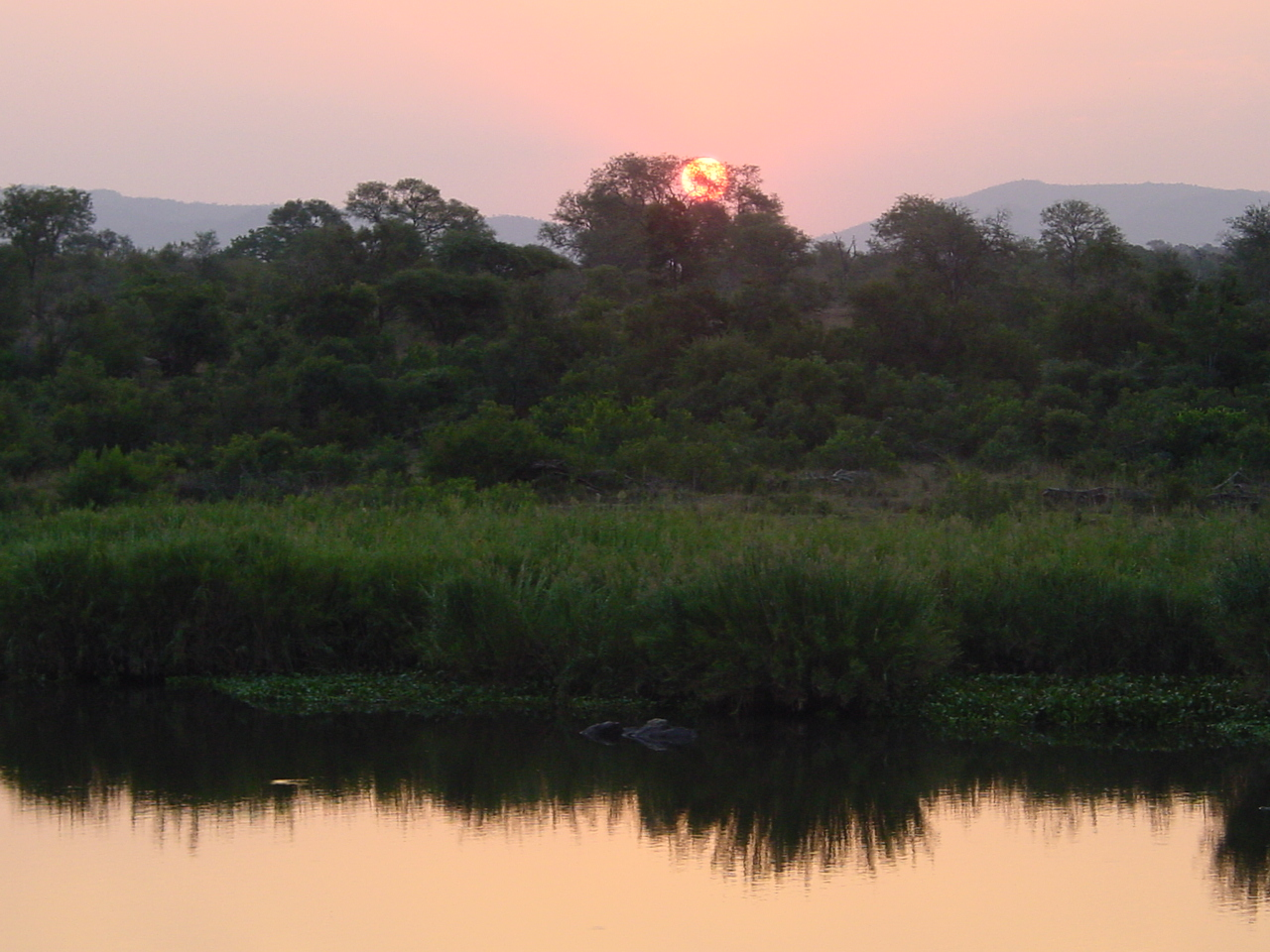
Крокодиловая река в национальном парке Крюгер

Крюгер-ту-Кэньонс — биосферный резерват в ЮАР. Территориально резерват расположен в провинциях Лимпопо и Мпумаланга на границе с Мозамбиком.

## Физико-географические характеристики
Резерват Крюгер-ту-Кэньонс расположен на северо-востоке ЮАР, на территории с координатами 23°57′ ю. ш. 30°51′ в. д., и включает национальный парк Крюгер, заповедник Блайд-Ривер-Кэньон и другие национальные и провинциальные природоохранные зоны. Территория резервата включает африканские горные леса, саванны лоувелда и травяные поля — три биома, характерных для южной Африки. Общая площадь заповедника составляет 24 747 км², площадь ядра — 8983 км², буферной зоны — 4764 км², зоны сотрудничества — 11 000 км².. Высота над уровнем моря колеблется от 200 метров на востоке до 2050 метров на западе, где начинаются Драконовы горы.
Водный бассейн резервата включает в себя такие реки как Лимпопо (Крокодиловая), Олифантс, Летаба, Нванетси и других. На территории резервата берут начало четыре не пересыхающие летом реки: Селати, Макутсви, Блайд и Санд. Первые три являются частью бассейна реки Олифантс.

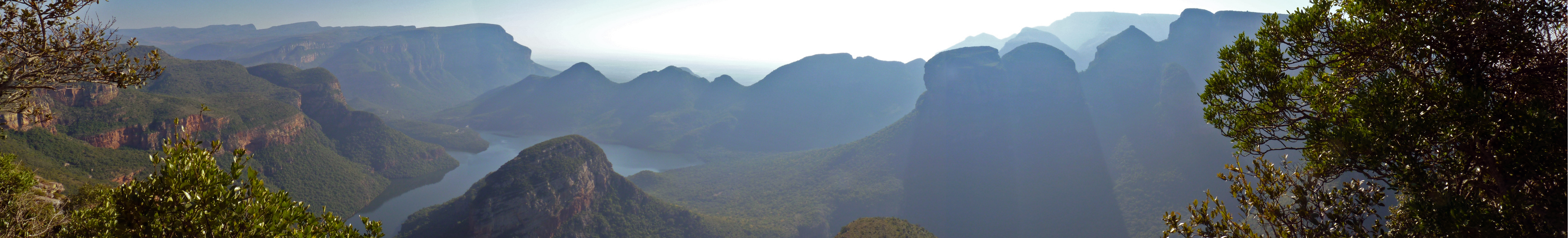
Панорама Блайд-Ривер-Кэньон

## Флора и фауна
В горном районе на северо-востоке резервата преобладают леса. Деревья в основном представлены такими видами как зантоксилюм (zanthoxylum davyi), каркас  (celtis africana), подокарп (podocarpus latifolius), среди трав преобладают злаки (alloteropsis semialata, aristida junciformis, diheteropogon filifolius). Различные велды на территории резервата включают акации (acacia ataxacantha, acacia caffra, acacia sieberiana, acacia nigrescens, acacia tortilis, acacia gerrardii), комбретум (combretum collinum), марула (sclerocarya birrea), зизифус (ziziphus mucronata), кассия (cassia abbreviata), зонтичные (steganotaenia araliacea), мопане (colophospermum mopane), комбретум (combretum apiculatum), альбиция (albizia harveyii).

## Влияние человека

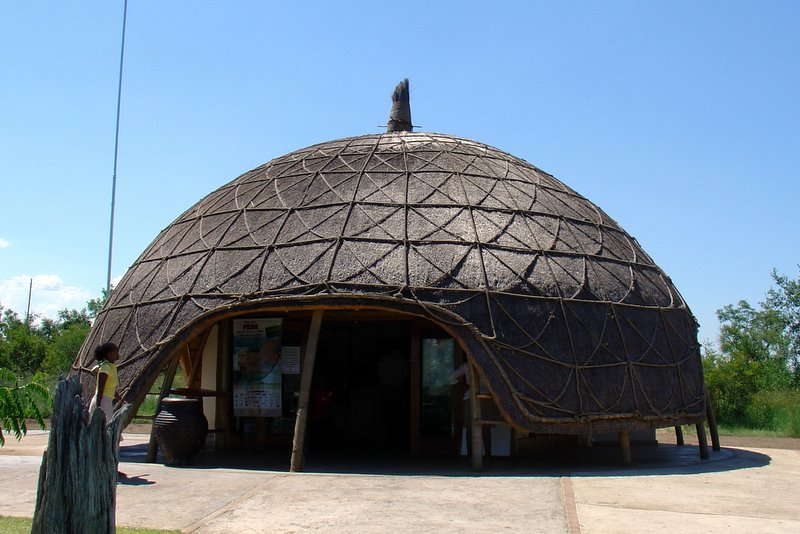

По данным 1996 года на территории резервата проживает более полутора миллиона человек. Земля используется самым разнообразным образом, включая сельские поселения местных племён, добычу золота, меди и фосфатов, плантации экзотических растений, субтропических фруктов и овощей.
Резерват был основан в 2001 году, его управление осуществляется национальным департаментом окружающей среды и туризма и специально созданным трестом.